# Pfeifer-Zurdo

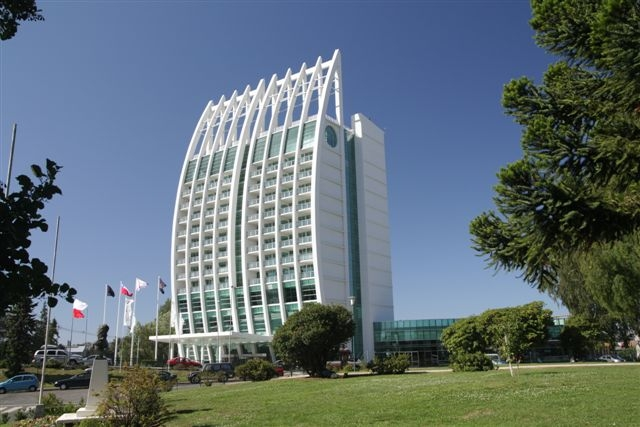
Hotel-Casino Dreams en Valdivia

Pfeifer-Zurdo (o PFZ Arquitectos) es un estudio de arquitectura argentino, formado por los arquitectos socios Juan Pfeifer y Oscar Zurdo. Se especializa en proyectos comerciales de gran escala.
El estudio comenzó su actividad en 1992, cuando sus fundadores se independizaron del estudio Juan Carlos López y Asociados, principal diseñador de shoppings en Argentina. 
En 2002, a diez años del inicio del Estudio, se incorporaron en carácter de socios Eduardo Di Clérico, Walter Pfeifer y Amelia Qüesta, refundando entonces el estudio como PfZ Arquitectos / Pfeifer-Zurdo-Di Clérico-Pfeifer-Qüesta, tal como se lo conoce a la fecha.

## Obras principales
- Alvear Tower
- Madero Harbour
- Alvear Icon Hotel
- Paseo del Fuego, en Ushuaia
- DOT Baires Shopping
- Dreams Hoteles-Casinos, en Valdivia, Temuco y Punta Arenas (Chile)
- Norcenter
- Conjunto Habitacional Monteagudo
- Ampliación del Patio Olmos, en Córdoba
- Ampliación del Alto Avellaneda Shopping Mall, en Avellaneda
- Parc Central, en Tarragona
- Alto Rosario, en Rosario
- Village Caballito (locales comerciales)
- Hipermercados Coto en Rosario, Ciudadela, Temperley, Abasto y Lanús
- Mall Plaza Calama, en Calama
- Mall Marina Arauco, en Viña del Mar
- Alto NOA, en Salta
- Abasto de Buenos Aires (diseño de interiores)
- Remodelación del Paseo Alcorta
- Boulevard Shopping, en Adrogué
- Parque de la Costa, en Tigre
- Master Plan para el Tren de la Costa
- Remodelación del Dock del Plata
- Los Gallegos Shopping, en Mar del Plata